# Cherry Tree (Oklahoma)
Cherry Tree è un census-designated place degli Stati Uniti d'America, nella Contea di Adair, nello stato dell'Oklahoma.